# Charles B. Atwood
Charles Bowler Atwood (Charlestown, 18 maggio 1849 – Chicago, 19 dicembre 1896) è stato un architetto e disegnatore statunitense che progettò diversi edifici e un gran numero di strutture secondarie per l'Esposizione colombiana del 1893 a Chicago. Ha anche progettato una serie di edifici notevoli nella città di Chicago.

## Biografia
Atwood nacque a Charlestown, nel Massachusetts nel 1849. Frequentò la Lawrence Scientific School della Harvard University.
Atwood si formò presso l'ufficio di Ware & Van Brunt a Boston, dove ottenne il suo successo come abile disegnatore.

### Carriera
Gli edifici progettati da Atwood per l'Esposizione Colombiana includevano la Terminal Station e il Fine Arts Building. Quest'ultimo edificio fu l'unica struttura costruita sulla base dell'Esposizione Colombiana che si trova ancora nella sua posizione originale.
Atwood progettò anche diversi altri edifici a Chicago, come membro dello staff di Daniel Burnham. Questi includono il Reliance Building e il Marshall Field and Company Building.